# Mizukawa Asami
Mizukawa Asami (水川 あさみ/ みずかわ あさみ sinh ngày 24 tháng 7 năm 1983 ở tỉnh Kyoto) là nữ diễn viên người Nhật Bản. Cô lớn lên ở Ibaraki, Osaka.
Cô xuất hiện lần đầu vào năm 1997 ở tuổi mười ba trong một quảng cáo cho "Hebel Haus" của Asahi Kasei. Năm 2000, cô đã giành được giải Grand Prix trong cuộc thi "Miss Tokyo Walker lần thứ 3" (người đầu tiên đăng quang là Chiaki Kuriyama) và giành được vai phụ trong bộ phim kinh dị Dark Water sản xuất năm 2002. Cô đã xuất hiện trong nhiều bộ phim, phim truyền hình và quảng cáo.

## Đóng phim

### Phim điện ảnh
| Năm  | Tên phim                                              | Vai diễn                 | Ghi chú        | Chú thích |
| ---- | ----------------------------------------------------- | ------------------------ | -------------- | --------- |
| 1997 | Tokimeki Memorial                                     |                          |                |           |
| 1997 | Shanghai Mermaid Legend Murder Case                   | Yeung Lailei             |                |           |
| 2001 | Last Scene                                            |                          |                |           |
| 2001 | Go                                                    | Cô gái Hàn Quốc ở ga tàu |                |           |
| 2001 | Hashire! Ichirō                                       | Shimada Arisa            |                |           |
| 2002 | Dark Water                                            | Hamada Ikuko năm 16 tuổi |                |           |
| 2003 | Saru                                                  | Iinuma Ayako             |                |           |
| 2003 | The Locker                                            | Yajima Rieka             | Vai chính      |           |
| 2004 | Pika**nchi Life is Hard Dakara Happy                  | Kamogawa Yayoi           |                |           |
| 2004 | 69                                                    | Nagayama Emi             |                |           |
| 2004 | [Is A.]                                               | Usagi                    |                |           |
| 2004 | The Locker 2                                          | Yajima Rieka             |                |           |
| 2005 | Madamada Abunai Deka                                  | Yūki Risa                |                |           |
| 2005 | Under The Same Moon                                   |                          | Nhân vật Cameo |           |
| 2005 | Nagurimono                                            |                          |                |           |
| 2005 | Shinku                                                | Totsuka Miho             |                |           |
| 2005 | Pray                                                  | Maki                     | Vai chính      |           |
| 2005 | School Daze                                           | Natsumi                  |                |           |
| 2006 | Memories of Tomorrow                                  | Ikuno Keiko              |                |           |
| 2008 | Chameleon                                             | Koike Keiko              |                |           |
| 2010 | A Good Husband                                        | Yoshizawa Ranko          |                |           |
| 2010 | Higanjima                                             | Rei Aoyama               |                |           |
| 2010 | I am                                                  |                          | Vai chính      |           |
| 2011 | A Honeymoon in Hell: Mr. and Mrs. Oki's Fabulous Trip | Ohkike Saki              |                | [ 2 ]     |
| 2013 | Bilocation                                            | Takamura Shinobu         | Vai chính      | [ 3 ]     |
| 2014 | Close Range Love                                      |                          |                |           |
| 2014 | Fuku-chan of Fukufuku Flats                           | Sugiura Chiho            |                | [ 2 ]     |
| 2016 | Black Widow Business                                  | Miyoshi Mayumi           |                | [ 2 ]     |
| 2018 | Roupeiro's Melancholy                                 |                          |                | [ 4 ]     |
| 2020 | A Beloved Wife                                        | Chika                    | Vai chính      | [ 5 ]     |
| 2020 | Good-Bye                                              | Kayo                     |                | [ 6 ]     |
| 2020 | Runway                                                |                          | Vai chính      | [ 5 ]     |
| 2020 | Midnight Swan                                         |                          |                | [ 5 ]     |
| 2020 | Underdog                                              |                          |                | [ 7 ]     |

### Phim truyền hình drama
| Năm  | Tựa phim                               | Vai diễn           | Ghi chú        | Chú thích |
| ---- | -------------------------------------- | ------------------ | -------------- | --------- |
| 1997 | Bayside Shakedown                      | học sinh trung học |                | [ 8 ]     |
| 1998 | P.A. Private Actress                   |                    |                |           |
| 1999 | Shōshimin Kēn                          | Yamamoto Taeko     |                |           |
| 1999 | Abunai Hōkago                          | Ishii Fūka         |                |           |
| 2000 | Hanamura Daisuke                       | Kuroda Eri         |                |           |
| 2001 | Sayonara Ozu Sensei                    | Shinoda Eri        |                |           |
| 2002 | The Long Love Letter                   | Ichinose Kaoru     |                |           |
| 2003 | Et Alors                               | Sugi Noriko        |                |           |
| 2003 | Stand Up!!                             | Miyuki             |                |           |
| 2004 | Mother and Lover                       | Nagano Kei         |                |           |
| 2005 | Kaze no Haruka                         | Kiuchi Nanae       | Asadora        | [ 2 ]     |
| 2006 | Saiyūki                                | Rin Rin            |                |           |
| 2006 | Team Medical Dragon                    | Satohara Miki      |                |           |
| 2006 | Nodame Cantabile                       | Miki Kiyora        |                |           |
| 2007 | Fūrin Kazan                            | Hisa               | Phim Taiga     | [ 2 ]     |
| 2007 | Saiyūki                                | Rin Rin            |                |           |
| 2007 | Oishii Gohan: Kamakura Kasugai Kometen | Kasugai Kaede      |                |           |
| 2007 | Team Medical Dragon 2                  | Satohara Miki      |                |           |
| 2008 | Nodame Cantabile in Europe             | Miki Kiyora        | Two-part drama |           |
| 2008 | Last Friends                           | Takigawa Eri       |                |           |
| 2008 | 33pun Tantei                           | Mutō Rikako        |                |           |
| 2008 | Yume o Kanaeru Zō                      | Hoshino Asuka      | Vai chính      |           |
| 2009 | Kaettekosaserareta 33pun Tantei        | Mutō Rikako        |                |           |
| 2009 | GodHand Teru                           | Shinomiya Kozue    |                |           |
| 2009 | Orthros no Inu                         | Hasebe Nagisa      |                |           |
| 2011 | Gō                                     | Hatsu              | Phim Taiga     | [ 2 ]     |
| 2011 | Ghostwriter                            | Kawahara Yuki      |                |           |
| 2012 | Tsumi to Batsu: A Falsified Romance    | Ameya Echika       |                |           |
| 2012 | Sarutobi Sansei                        | Oichi              |                |           |
| 2013 | 3-in-1 House Share                     | Tsuyama Shio       | Vai chính      |           |
| 2014 | Shitsuren Chocolatier                  | Inoue Kaoruko      |                |           |
| 2016 | Never Let Me Go                        | Sakai Miwa         |                | [ 2 ]     |
| 2017 | Fugitive Boys                          | Tachibana Natsumi  |                | [ 2 ]     |
| 2018 | Double Fantasy                         | Natsu              | Vai chính      | [ 9 ]     |
| 2018 | Segodon                                | Oryō               | Phim Taiga     | [ 10 ]    |

### Phim truyền hình khác
| Năm  | Tựa phim                       | Vai diễn  | Ghi chú                                           | Chú thích |
| ---- | ------------------------------ | --------- | ------------------------------------------------- | --------- |
| 2020 | Terrace House: Tokyo 2019–2020 | Khách mời | Khách mời bình luận viên trường quay tập 39 và 40 |           |

### Chương trình chiếu mạng
| Năm  | Tựa phim          | Vai diễn | Ghi chú                                                                              | Chú thích |
| ---- | ----------------- | -------- | ------------------------------------------------------------------------------------ | --------- |
| 2016 | Tōkyō Joshi Zukan | Aya      | Tokyo Women's Guidebook; phát lại năm 2018 lấy tựa là Tokyo Girl có phụ đề tiếng Anh | [ 11 ]    |

## Công việc khác

### Sân khấu
- Soldier's Mind (歩兵の本領 Hohei no Honryō?) năm 2005

### Video âm nhạc
- EXILE 2004 - "Heart of Gold"

### Quảng cáo
- Asahi Kasei - Hebel Haus (1996)
- 123 Commercial TV stations - Atlanta Olympic (1996)
- Nissan - Ichiro's Nissan (1999)
- NTT West - Area Plus (1999)
- Yotsuya Gakuin - Boat Version (2000)
- Fujiya - Look Chocolate (2000)
- Sega - Phantasy Star Online (2000)
- Eisai - Chocola BB Pure (2000–2002)
- Kadokawa Shoten - Weekly "The Television" (2001)
- Coca-Cola - Sōken Bicha (2002)
- Mos Burger - Vegetable Tsukune Burger (2002)
- NTT docomo Kyūshū - FOMA (2003–2004)
- NHK - Sports Campaign (2004)
- P&G - Pantene (2003-đang diễn ra)
- Kanebo - T'Estimo (2007)
- Casio - Exilim (2007-đang diễn ra)
- Yuna Ito - "Heart" (2007)
- Ito En -　Tennen Bikō Jasmine Tea (2007-đang diễn ra)
- Subaru - Stella (2007)
- Nippon Oil - New Slogan Announcement Version (2008-đang diễn ra)
- Sharp - Sharp Naruhodo Gekijō (2008-đang diễn ra)
- Toyota - Zanka Settei Type Plan (2009)
- Ito En - Tea's Tea Bergamot and Orange Black Tea (2009)
- Nippon Oil - Ene-Farm (2009)
- Meiji Seika - Meiji Sweets Gum (2009)
- Toyota - 20 Years Later: Live Action Doraemon: Shizuka (2011)
- Wolt - Who's Wolt? (2021)

## Awards
| Năm  | Giải thưởng                               | Hạng mục                   | Nhận đề cử trong phim     | Kết quả   | Chú thích |
| ---- | ----------------------------------------- | -------------------------- | ------------------------- | --------- | --------- |
| 2020 | Giải thưởng phim Hochi lần thứ 45         | Nữ diễn viên xuất sắc nhất | A Beloved Wife            | Đoạt giải | [ 12 ]    |
| 2021 | Giải thưởng phim Mainichi lần thứ 75      | Nữ diễn viên xuất sắc nhất | A Beloved Wife            | Đoạt giải | [ 13 ]    |
| 2021 | Giải thưởng phim Ruy băng xanh lần thứ 63 | Nữ diễn viên xuất sắc nhất | A Beloved Wife            | Đề cử     | [ 14 ]    |
| 2021 | Liên hoan phim Yokohama lần thứ 42        | Nữ diễn viên xuất sắc nhất | A Beloved Wife and Runway | Đoạt giải | [ 15 ]    |
| 2021 | Giải thưởng phim Kinema Junpo lần thứ 94  | Nữ diễn viên xuất sắc nhất | A Beloved Wife and Runway | Đoạt giải | [ 16 ]    |